# Smučarski teki na Zimskih olimpijskih igrah 1936
Smučarski teki na Zimskih olimpijskih igrah 1936.

## Dobitniki medalj
| Tekma           | Zlato                                                                  | Srebro                                                                         | Bron                                                                          |
| 18 km           | Erik August Larsson                                                    | Oddbjørn Hagen                                                                 | Pekka Niemi                                                                   |
| 50 km           | Elis Wiklund                                                           | Axel Wikström                                                                  | Nils-Joel Englund                                                             |
| 4x10 km štafeta | Finska · Källe Jalkanen · Klaes Karppinen · Matti Lähde · Sulo Nurmela | Norveška · Sverre Brodahl · Oddbjørn Hagen · Olaf Hoffsbakken · Bjarne Iversen | Švedska · John Berger · Arthur Häggblad · Erik August Larsson · Martin Matsbo |